# Julienne Malaki
Julienne Malaki – kongijska piłkarka ręczna, reprezentantka kraju. Olimpijka.
Reprezentowała Kongo na Letnich Igrzyskach Olimpijskich 1980. Wystąpiła w czterech z pięciu spotkań, jakie rozegrała drużyna z Konga na tych zawodach. Były to mecze przeciwko reprezentacjom: ZSRR (11-30), Węgier (10-39), NRD (6-28) i Czechosłowacji (10-23). Malaki strzeliła dwie bramki w ostatnim z wymienionych pojedynków, a jej drużyna zajęła ostatnie szóste miejsce w zawodach.
W maju 2018 roku uczestniczyła w pogrzebie Madeleine Mitsotso, również kongijskiej piłkarki ręcznej.